# Larrebieu
Pour les articles homonymes, voir Larrebieu.
Larrebieu est une ancienne commune française du département des Pyrénées-Atlantiques. Le 16 octobre 1842, la commune fusionne avec Arrast pour former la nouvelle commune d'Arrast-Larrebieu.

## Géographie
Larrebieu fait partie de la Soule.

## Toponymie
Le toponyme Larrebieu apparaît sous la forme Larrebiu (1384, notaires de Navarrenx).
Son nom basque est Larrabile (du basque larre, 'lande', et bil, 'ronde').

## Démographie
| 1793 | 1800 | 1806 | 1821 | 1831 | 1836 |
| ---- | ---- | ---- | ---- | ---- | ---- |
| 148  | 134  | 145  | 136  | 118  | 124  |

## Pour approfondir